# 安娜·柏廷
安娜·帕特里夏·柏廷·桑兹·索托拉·奥谢，DBE（西班牙語：Ana Patricia Botín-Sanz de Sautuola O'Shea，1960年10月4日—）是一位西班牙银行家，自2014年以来一直担任桑坦德銀行的执行主席。她是柏廷家族的第四代成员。在此之前，她曾担任桑坦德英国公司的首席执行官，从2010年12月起一直到接任执行主席為止。
2013年2月，她在BBC廣播四台的《Woman's Hour》节目中位列英国第三大有影响力的女人。

## 早年生活
柏廷的父亲是西班牙银行家埃米利奥·柏廷，埃米利奥曾是桑坦德銀行的执行主席，母亲是钢琴家帕洛玛·奥谢。她在St Mary's School, Ascot接受了高中教育。然后在布林莫爾學院学习经济学。

## 职业生涯
1980到1988年柏廷在美国摩根大通工作。1988年，她回到西班牙，开始为桑坦德集团工作。2002年，她成为西班牙银行Banesto的执行主席。2010年11月，柏廷接替安东尼奥·奥尔塔·奥索里奥担任桑坦德英国公司首席执行官。
2013年，她被任命为可口可乐公司董事。
2014年9月，她被任命为桑坦德銀行主席。她是柏廷家族的第四代成员。

## 个人生活
1983年，她嫁给了第九代Borghetto侯爵之子，银行家Guillermo Morenés y Mariátegui。他们有三个孩子。
2010年，她的丈夫在伦敦贝尔格莱维亚买了一套六居室的房子。他们还在瑞士滑雪胜地格斯塔德拥有一所房产。
2015年12月，她将被授予大英帝國勳章（DBE），以表彰其对英国金融业的贡献。
同年，柏廷获得了FIRST负责任资本主义奖。

## 奖项和荣誉
2005年柏廷首次入选《福布斯》世界百名权威女性排行榜，2019年排名该榜单第八位。